# Deborah Compagnoniová
Deborah Compagnoniová (nepřechýleně Compagnoni, * 4. června 1970, Bormio, Itálie) je bývalá italská lyžařka, trojnásobná olympijská vítězka. Zvítězila na ZOH v roce 1992 v Super G, o dva roky později v obřím slalomu. Z Nagana v roce 1998 si odvezla zlato z obřího slalomu a stříbro ze slalomu. Třikrát se stala mistryní světa.
Je provdaná za ředitele skupiny Benetton, Alessandra Benettona, mají spolu tři děti.